# Cattedrali ad Haiti
Questa è una lista delle cattedrali di Haiti.

## Cattedrali cattoliche
| Cattedrale                                   | Arcidiocesi o Diocesi            | Località       | Dedicazione               | Immagine |
| -------------------------------------------- | -------------------------------- | -------------- | ------------------------- | -------- |
| Cattedrale di Nostra Signora dell'Assunzione | Arcidiocesi di Port-au-Prince    | Port-au-Prince | Assunzione di Maria       |          |
| Cattedrale di Sant'Antonio                   | Diocesi di Anse-à-Veau-Miragoâne | Anse-à-Veau    | Sant'Antonio              |          |
| Concattedrale di San Giovanni Battista       | Diocesi di Anse-à-Veau-Miragoâne | Miragoâne      | San Giovanni Battista     |          |
| Cattedrale dei Santi Filippo e Giacomo       | Diocesi di Jacmel                | Jacmel         | San Filippo e San Giacomo |          |
| Cattedrale di San Luigi re di Francia        | Diocesi di Jérémie               | Jérémie        | San Luigi IX di Francia   |          |
| Cattedrale di Nostra Signora dell'Assunzione | Diocesi di Les Cayes             | Les Cayes      | Assunzione di Maria       |          |
| Cattedrale dell'Assunzione di Maria Vergine  | Arcidiocesi di Cap-Haïtien       | Cap-Haïtien    | Assunzione di Maria       |          |
| Cattedrale di San Giuseppe                   | Diocesi di Fort-Liberté          | Fort-Liberté   | San Giuseppe              |          |
| Cattedrale dell'Immacolata Concezione        | Diocesi di Hinche                | Hinche         | Immacolata Concezione     |          |
| Cattedrale di San Carlo Borromeo             | Diocesi di Les Gonaïves          | Les Gonaïves   | San Carlo Borromeo        |          |
| Cattedrale dell'Immacolata Concezione        | Diocesi di Port-de-Paix          | Port-de-Paix   | Immacolata Concezione     |          |

## Cattedrale anglicana
| Cattedrale                          | Diocesi                     | Città          | Dedicazione | Immagine |
| ----------------------------------- | --------------------------- | -------------- | ----------- | -------- |
| Cattedrale della Santissima Trinità | Diocesi episcopale di Haiti | Port-au-Prince | Trinità     |          |